# گوربه‌گور
جان که می‌دادم (ترجمه‌شده به گوربه‌گور در فارسی) (به انگلیسی: As I Lay Dying) رمانی است اثر ویلیام فاکنر نویسنده شهیر آمریکایی و برنده جایزه نوبل ادبیات که نخستین بار در سال ۱۹۳۰ در آمریکا چاپ شد. عنوان کتاب برگرفته از کتاب ششم ادیسه اثر هومر است که در آن آگاممنون خطاب به اودوسئوس جمله عنوان کتاب یعنی «As I Lay Dying» را به‌کار می‌برد.

## دربارهٔ کتاب
متن کتاب در ابتدا بسیار پیچیده به‌نظر می‌رسد. همچنین نوعی متفاوت از ساختار داستان، معرفی وضعیت حاضر و شخصیت‌ها همانند همه کتاب‌های فاکنر پیش روی خواننده است. هر فصل از داستان از زبان یکی از شخصیت‌های داستان نقل می‌شود که بسیار گیج‌کننده به‌نظر می‌رسد اما در نهایت با پیش روی وقایع در کتاب بیننده ارتباط بین وقایع و شخصیت‌ها را با کمی فراست درک می‌کند.
شخصیت‌های کتاب انسان‌های ساده روستایی در حاشیه می‌سی‌سی‌پی هستند که در جنوب آمریکای شمالی زندگی می‌کنند.
درون مایه متن کتاب پیوند عمیقی با مسئله مرگ دارد و زندگی را با غم و اندوه‌هایش ملموس تر می‌کند. ترجمه فارسی این کتاب به‌دست نجف دریابندری انجام گرفته و توسط نشر چشمه به چاپ رسیده‌است. از ویژگی‌های این ترجمه به‌کارگیری فارسی گفتاری است.

## تحلیل و بررسی
فاکنر خود معتقد بوده‌است که کتاب حاضر را ظرف شش هفته آن هم همراه با کار شبانه پای کوره آتش نوشته‌است و پس از آن هم دستی در آن نبرده‌است، اما ساختمان داستان و ظرافت‌های موجود در آن به گونه‌ای است که خواننده گمان می‌کند باید بیش از این‌ها وقت و «عرق‌ریزی روح» صرف آن شده باشد. در هر حال این رمان را بسیاری از منتقدان ساده‌ترین و در عین حال کامل‌ترین رمان فاکنر دانسته‌اند و برخی حتی آن را شاهکار خوانده‌اند.
نجف دریابندری ترجمه عنوان کتاب (As I Lay Dying) را به زبان فارسی ناممکن دانسته‌است. او می‌گوید: «کوتاه‌ترین عبارتی که به نظر من می‌توانست معنای عنوان اصلی را دقیقاً بیان کند «همچون که دراز کشیده بودم و داشتم می‌مردم» است». لذا عنوان «گور‌به‌گور» که به نوعی اشاره به روایتگری مرگ در داستان می‌کند انتخاب شده‌است.
آن‌چه مسلم است این رمان مدخل خوبی به دنیای شگفت‌انگیز و پرآشوب داستان‌های فاکنر به‌شمار رفته‌است، اگرچه در مورد همین داستان هم باید گفت که سادگی آن تا حدی فریبنده است و دقایق و ظرایف آن غالباً در نگاه اول آشکار نمی‌گردد.
| قبلی: خشم و هیاهو | گوربه‌گور سری رمان‌های ویلیام فاکنر | بعدی: حریم |